# Faith and Courage
Faith and Courage é o quinto álbum de estúdio da cantora Sinéad O'Connor, lançado a 13 de Junho de 2000.

## Faixas
Todas as faixas por Sinéad O'Connor, exceto onde anotado.
1. "The Healing Room" - 5:35
2. "No Man's Woman" - 3:00
3. "Jealous" - 4:18
4. "Dancing Lessons" - 4:17
5. "Daddy I'm Fine" - 2:58
6. "'Til I Whisper U Something" - 6:08
7. "Hold Back the Night" (Robert Hodgens) - 4:11
8. "What Doesn't Belong to Me" - 5:37
9. "The State I'm In" (Scott Cutler/Anne Previn) - 4:10
10. "The Lamb's Book of Life" - 4:56
11. "If U Ever" - 4:24
12. "Emma's Song" - 3:20
13. "Kyrié Eléison" (O'Connor/Sherwood/McDonald/Branch) - 2:45

## Tabelas
Álbum
| Tabela (2000)       | Posição |
| ------------------- | ------- |
| Billboard 200       | 55      |
| Top Internet Albums | 8       |